# Памятник Жильберу де Лафайету (Вашингтон)
«Генерал-Майор Маркиз Жильбер де Лафайет» (англ. Major General Marquis Gilbert de Lafayette) — исторический монумент 1890 года работы французского скульптора Александра Фальгьера, посвящённый Жильберу Лафайету и расположенный на одноимённой площади в центре Вашингтона — столицы США.

## Лафайет и Америка

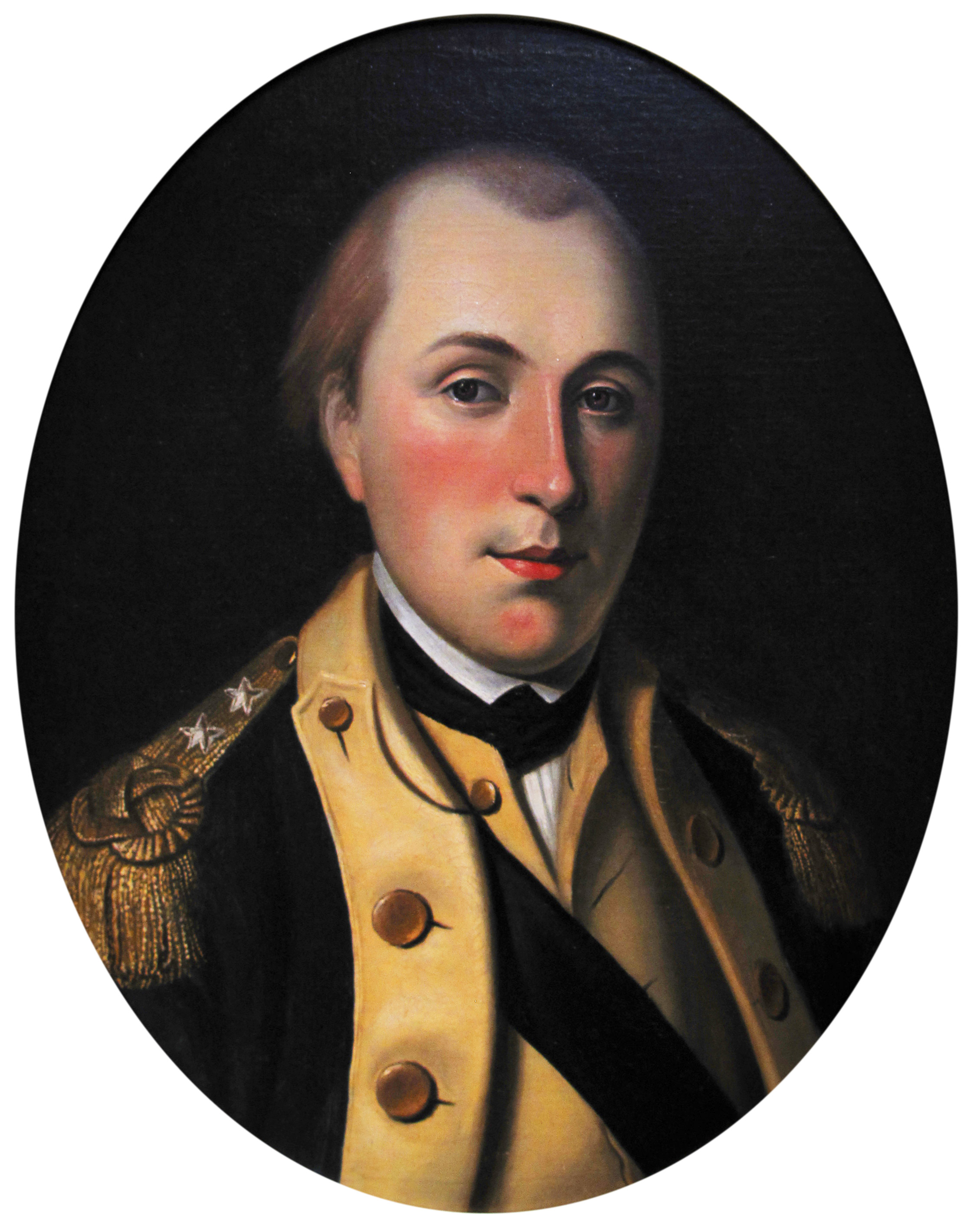
Портрет маркиза Лафайета в форме генерал-майора Континентальной армии 1780 года работы Чарльза Пила.

Мари Жозеф Поль Ив Рош Жильбер дю Мотье, маркиз Лафайет (1757—1834), был богатым девятнадцатилетним дворянином, когда в 1777 году отплыл на своём корабле «La Victoire» из Франции в Америку, как в поисках славы в качестве солдата, так и для передачи большой суммы собственных денег на благо американской революции. Он был введён в звание генерал-майора Континентальной армии, был ранен в сражении при Брендивайне, прошёл через тяготы зимовки в лагере Велли-Фордж, принял участие в штурме Род-Айленда, и в январе 1779 года вернулся во Францию, где инициировал создание экспедиционного корпуса для отправки в Америку. Командующим корпусом был назначен граф Жан де Рошамбо, а другими соратниками Лафайета стали граф Шарль де Эстен, граф Франсуа де Грасс, шевалье Луи Дюпорталь. В апреле 1780 года Лафайет вместе с корпусом вернулся в Америку, где поступил под командование генерала Джорджа Вашингтона. Продемонстрировав лидерские качества в нескольких сражениях, в 1871 году Лафаейт был назначен на пост командующего Континентальной армией в Виргинии. Он стал одним из трёх командиров американских дивизий и ключевым стратегом Йорктаунской кампании, ознаменовавшейся британской капитуляцией. В декабре 1781 года Лафайет вернулся на родину и продолжил службу в армии, попутно продвигая американские интересы во Франции, помогая послу США Томасу Джефферсону с экономическими и политическими вопросами. Заняв умеренную позицию во время французской революции, Лафайет стремился к реформированию общественного уклада, не полагаясь на радикалов. Проведя год в австрийском плену, он был освобожден в 1797 году Наполеоном. В 1824 году Лафайет приехал в Америку с длительным турне, включившим остановку в Йорктауне, который общественность встретила «демонстраций бешеного энтузиазма без прецедента или параллелей в американской истории». В том году Лафайет стал первым иностранным сановником, обратившимся к Конгрессу, и после его смерти в 1834 году, залы заседаний Сената и Палаты представителей были задрапированы в чёрный цвет в знак скорби. В 2002 году Конгресс даровал Лафайету почётное гражданство США.

## История

Памятник в 1898 году.

Проект возведения памятника Лафайету был утверждён актом Конгресса США от 3 марта 1885 года, согласно которому на сооружение монумента было выделено 50 тысяч долларов США. Статуи работы французских скульпторов Александра Фальгьера и Антонина Мерси были отобраны по результатам открытого конкурса и отлиты в 1890 году на производстве Мориса Нонвилье. Статуи были установлены на постамент по проекту архитектора Поля Пуйоля в 1891 году. Памятник Лафайету был открыт без церемонии 5 апреля 1891 года.
14 июля 1978 года памятник был включён в Национальный реестр исторических мест под номером 78000256 как часть статуария Американской революции. В 1993 году он был описан «Save Outdoor Sculpture!».

## Расположение
Лафайет-сквер был создан в 1821 году как часть Президентского парка и в 1824 году назван в честь первого иностранного гостя Белого дома — маркиза Лафайета — во время его турне по США. Занимая площадь в семь акров, Лафайет-сквер располагается в одноимённом историческом районек северу от Белого дома  на Х-стрит между 15-й и 17-ми улицами в Вашингтоне.
Памятник Лафайету находится на юго-восточном углу Лафайет-сквер, являясь самым старым из четырёх монументов героям революционной войны. В трёх остальных углах площади стоят монументы французскому генерал-майору Жану де Рошамбо (1902 год, юго-запад), прусскому генерал-майору Фридриху Вильгельму фон Штойбену (1910 год, северо-запад), польскому бригадному генералу Тадеушу Костюшко (1910 год, северо-восток), а в центре — конная статуя президента Эндрю Джексона (1852 год).

## Архитектура

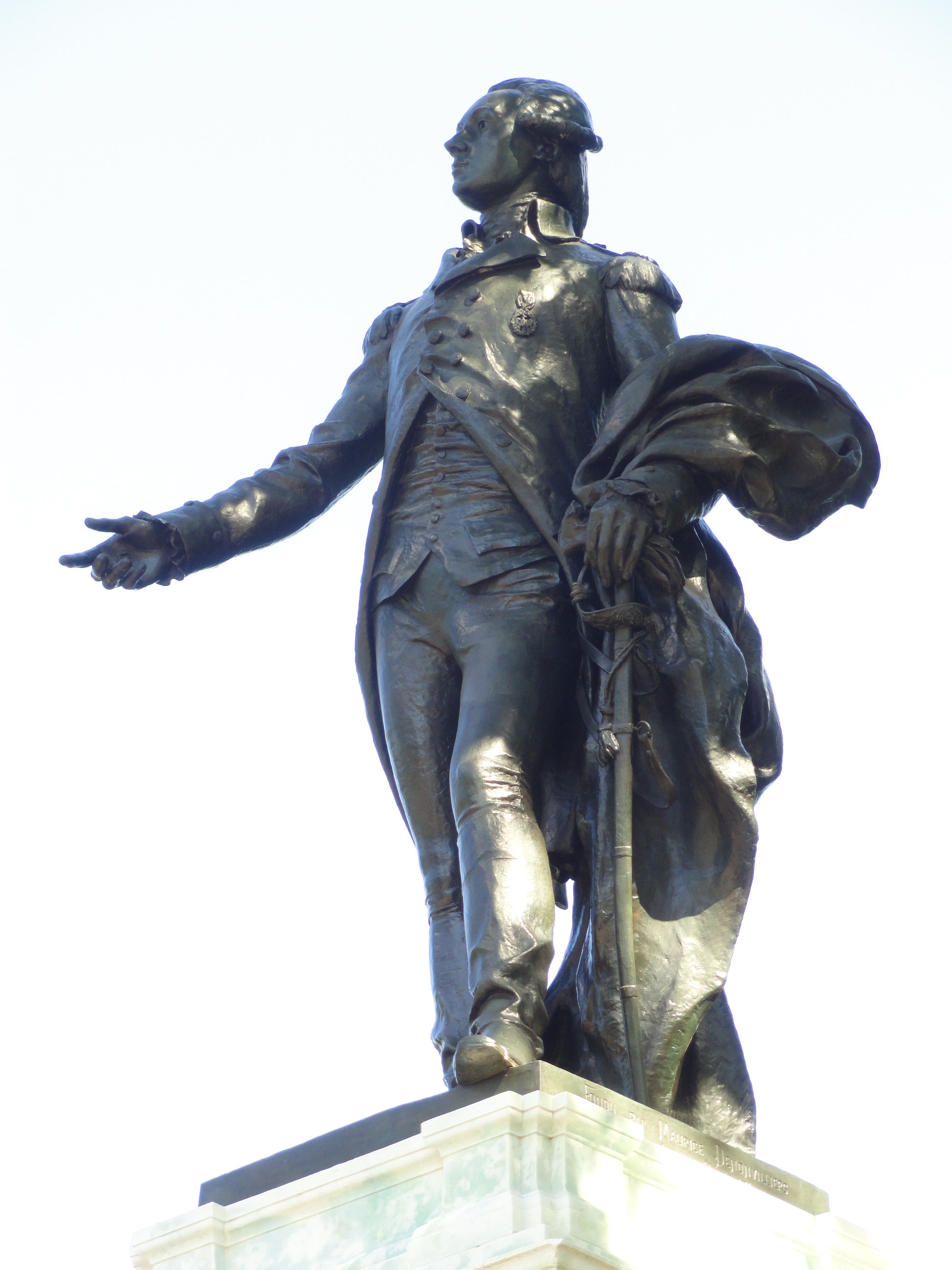
Статуя Лафайета, 2012 год.

Бронзовая статуя изображает маркиза Лафайета стоя ходатайствующим перед Национальным собранием Франции о помощи американцам в их борьбе за независимость. Он одет не в военную форму, а в длинное пальто, жилет, сапоги и парик. Левой рукой, через которую перекинут свёрнутый плащ, Лафайет опирается на шпагу в ножнах, что символизирует его добровольную борьбу за чужую свободу. Сделав шаг вперед левой ногой, он протягивает правую руку вперёд. Скульптура стоит на вершине квадратного многоуровневого мраморного постамента, обращённого лицом на юг и украшенного со всех сторон бронзовыми статуями. Размеры скульптуры составляют 10 на 4 фута, а диаметр — 4 фута. Размеры постамента составляют 15 на 20 футов при диаметре в 20 футов. На южной стороне основания полусидя располагается женская фигура, символизирующая Америку, которая с обнажённой грудью поворачивается к Лафайету и умоляюще просит взять из её правой руки меч. На восточной стороне основания находятся фигуры графа де Эстена и графа де Грасса, командиров французских военно-морских сил, направленных в Америку. Оба одеты в военную форму и стоят бок о бок, разговаривая друг с другом, причём у ног Эстена лежит якорь. На западной стороне основания располагаются фигуры графа де Рошамбо и шевалье Дюпорталя, командиров французских армейских сил армии, посланных в Америку. Оба одеты в военную форму и стоят бок о бок с лежащей у их ног пушкой. На северной стороне основания на коленях стоят два херувима указывающие на картуш с надписью о благодарности Лафайету от Конгресса за помощь во время революции.

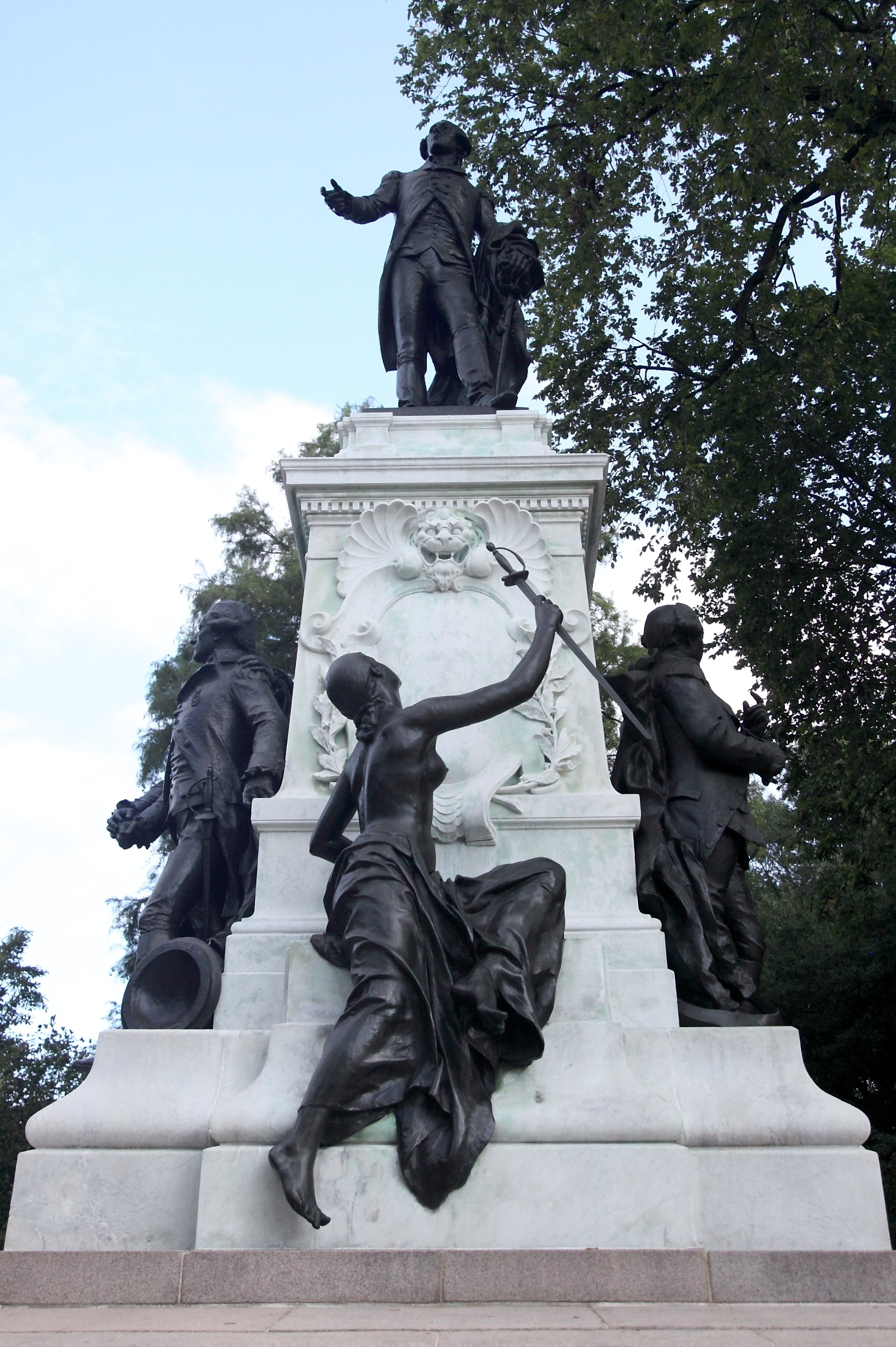
Вид спереди.
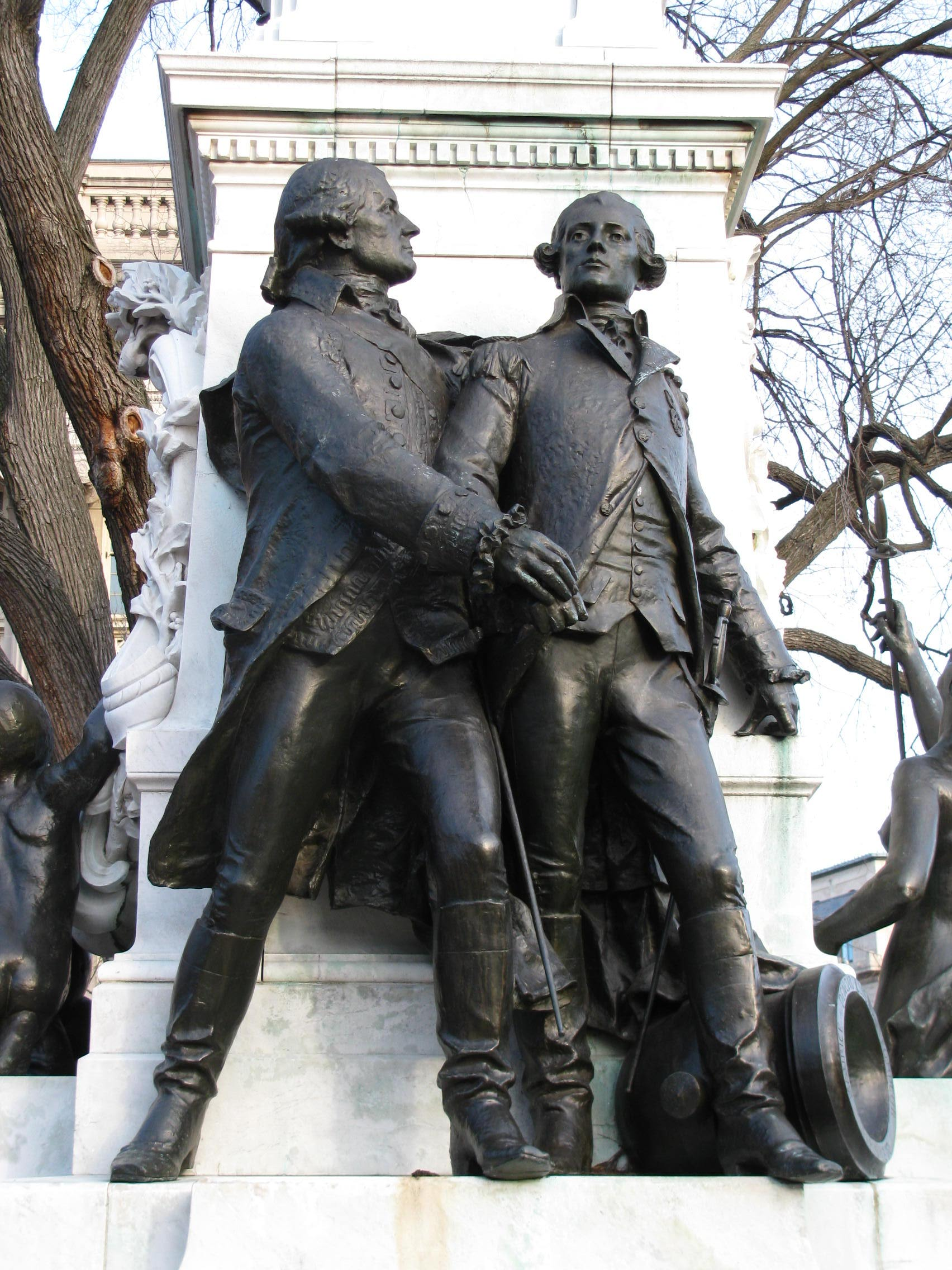
Вид слева.
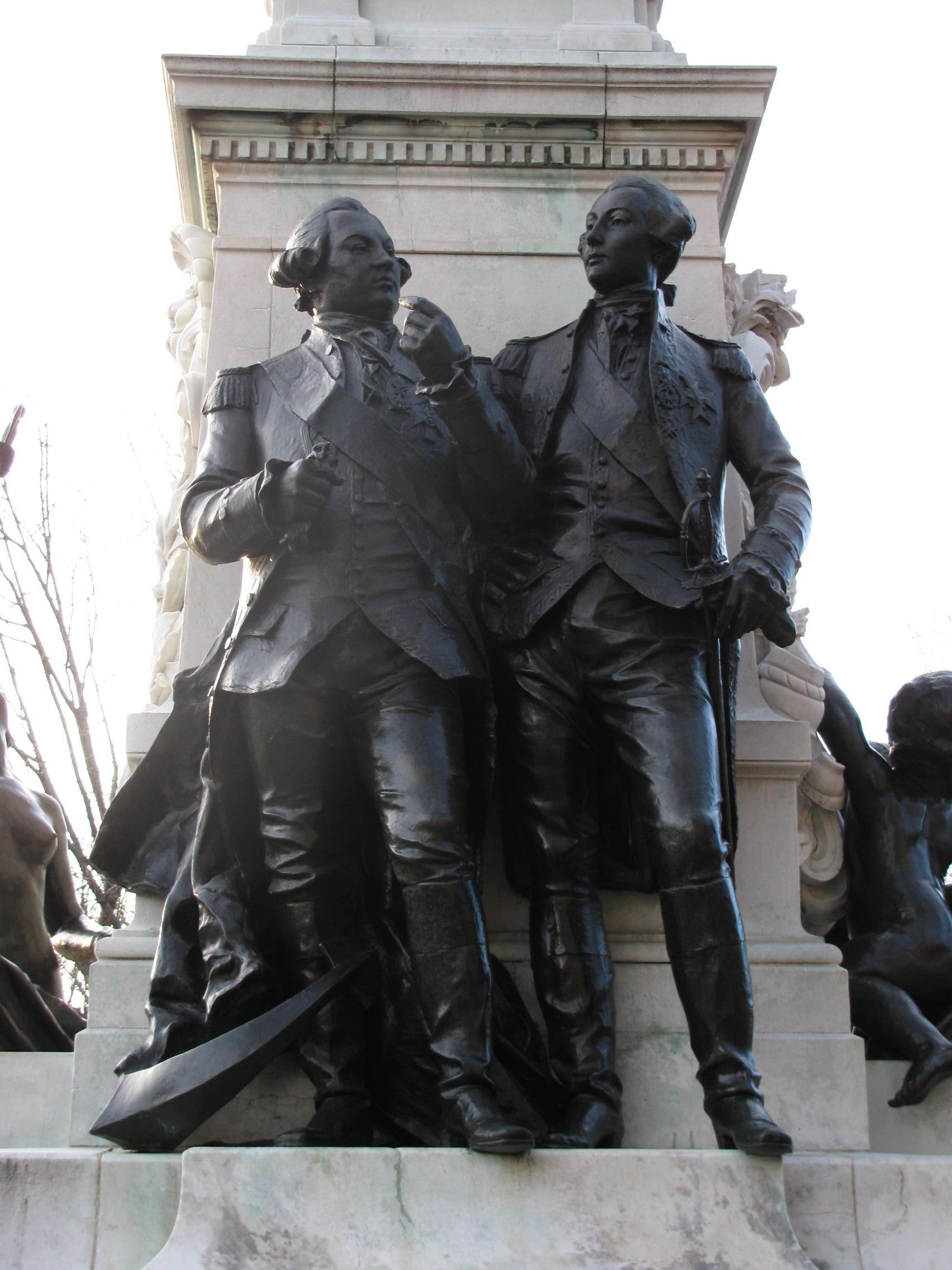
Вид справа.
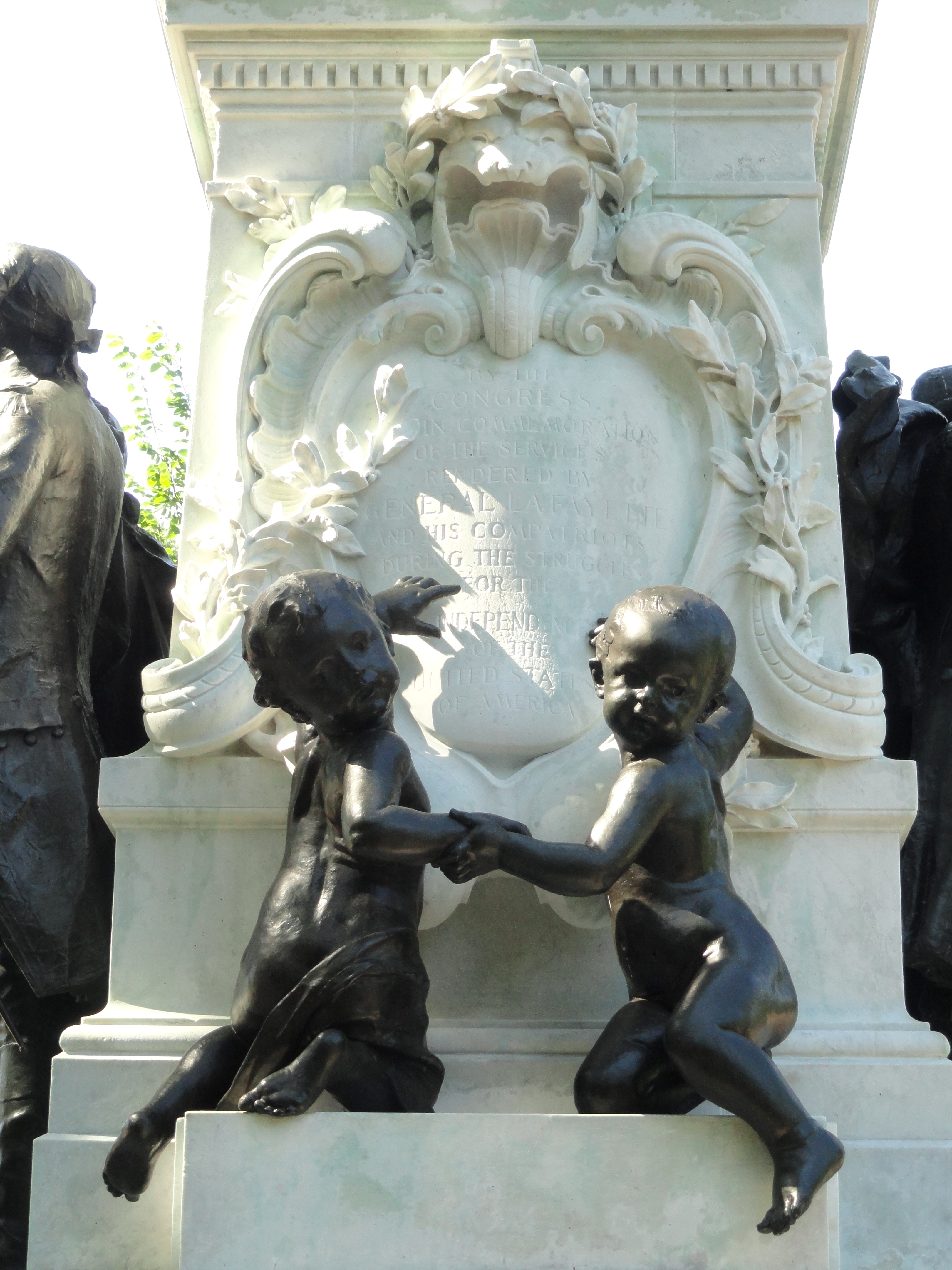
Вид сзади.

Надписи на постаменте памятника:
- На пушке с западной стороны — «Jean Alexandre Joseph Falguiere» и «Marius Jean Antonin Mercie», а под картушем с южной стороны — «Maurice Denonvilliers, Foundeur Paris 1890».
- На картуше с южной стороны перед фигурой Америки —

ГЕНЕРАЛУ
ЛАФАЙЕТУ
И ЕГО
СООТЕЧЕСТВЕННИКАМ
1777-1783
ДЕРВИЛЛЬ ФАРБРЕ
Оригинальный текст (англ.)TO
GENERAL
LA FAYETTE
AND HIS
COMPATRIOTS
1777-1783
DERVILLE FARBRE

- На картуше с северной стороны перед херувимами —

ОТ КОНГРЕССА
В ПАМЯТЬ
ВСЕХ УСЛУГ
ОКАЗАННЫХ
ГЕНЕРАЛОМ ЛАФАЙЕТОМ
И ЕГО СООТЕЧЕСТВЕННИКАМИ
В ХОДЕ БОРЬБЫ
ЗА
НЕЗАВИСИМОСТЬ
СОЕДИНЁННЫХ ШТАТОВ
АМЕРИКИ
Оригинальный текст (англ.)BY THE CONGRESS
IN COMMEMORATION
OF THE SERVICES
RENDERED BY
GENERAL LAFAYETTE
AND HIS COMPATRIOTS
DURING THE STRUGGLE
FOR THE
INDEPENDENCE
OF THE UNITED STATES
OF AMERICA